# Резолюція Ради Безпеки ООН 2623
Резолюція 2623 Ради Безпеки ООН була ухвалена 27 лютого 2022 року. Згідно з резолюцією Рада Безпеки ООН голосує за скликання спеціальної Генеральної Асамблеї щодо України. Він також закликає скликати екстрену нараду щодо російського вторгнення в Україну. Оскільки це була процедурна постанова, жоден постійний член Ради Безпеки ООН не міг використовувати право вето.

## Основа
Резолюція 377 Генеральної Асамблеї Організації Об'єднаних Націй, резолюція «Об'єднання заради миру», прийнята 3 листопада 1950 р., стверджує, що в будь-яких випадках, коли Рада Безпеки, через відсутність одностайності між її п'ятьма постійними членами, не зможе діяти, як це необхідно для підтримки міжнародного миру і безпеки, Генеральна Асамблея негайно розглядає це питання і може видавати відповідні рекомендації членам ООН щодо колективних заходів, включаючи використання збройної сили, коли це необхідно, для підтримки або відновлення міжнародного миру і безпеки.
Резолюція 2623 була 13-м випадком, коли резолюція «Єдність заради миру» була використана для скликання екстреної сесії Генеральної Асамблеї, включаючи 8-ме таке скликання за рішенням Ради Безпеки ООН.

## Голосування
| За (11) | Утрималися (3)         | Проти (1) |
| --- | ---------------------- | --------- |
| 1. Албанія 2. Бразилія 3. Франція 4. Габон 5. Гана 6. Ірландія 7. Кенія 8. Мексика 9. Норвегія 10. Велика Британія 11. США | 1. КНР 2. Індія 3. ОАЕ | 1. Росія  |

- Постійні члени Ради Безпеки виділені жирним шрифтом.

Росія проголосувала проти, а Китай, Індія та Об'єднані Арабські Емірати утрималися від голосування. За проголосувало 11 держав і резолюцію було ухвалено. Вона стала юридичною підставою для скликання Одинадцятої надзвичайної спеціальної сесії Генеральної Асамблеї ООН, присвяченої вторгненню Росії в Україну в 2022 році.